# La Découverte de Harry Stottlemeier
La Découverte de Harry Stottlemeier est le premier et le plus connu des romans philosophiques pour enfants de Matthew Lipman, paru aux États-Unis en 1974. 
Ce roman, qui met en scène des enfants d'une dizaine d'années qui découvrent la logique, permet de s'initier de façon ludique et progressive à la pensée rationnelle (ou pensée critique), tout en restant concret et proche de l'univers quotidien des enfants.
Paru aux États-Unis il y a une trentaine d'années, ce roman a été l'acte de naissance de la philosophie pour les enfants et a donc constitué le point de départ des travaux de Lipman. Il est conçu pour servir de support aux débats philosophiques d'une communauté de recherche, selon la méthode de Lipman. Une séance se déroule de la façon suivante :
1. lecture à voix haute par les élèves, chacun à son tour, de passages d’un roman philosophique adapté à leur niveau (dans le cas présent des enfants en fin de primaire, 10-12 ans) ;
2. relevé par le groupe des passages marquants (chacun peut s'exprimer) et s'ensuit une « cueillette » des questions ;
3. discussion autour de l'un ou de plusieurs thèmes qu'ils ont choisi d'investiguer, en favorisant l’argumentation et la reformulation, le tout avec les valeurs démocratiques d’écoute et de tolérance ;
4. après la discussion, voire pendant celle-ci, l’animateur soumet les enfants à des exercices issus du Guide pédagogique afin de renforcer les amorces générées par le débat démocratico-philosophique.

Il est intéressant de souligner que ce premier roman est centré sur la logique, et tout particulièrement la logique d'Aristote. Si la philosophie pour les enfants se pratique sans mentionner de noms de philosophes, ni d'œuvres précises de philosophes, il semble que la logique d'Aristote ait pour Lipman un caractère d'exception puisqu'il y a consacré son premier roman. Le nom d'Aristote n'apparait que dans le jeu de mots du titre de l'ouvrage et le nom du héros: Harry Stottlemeier. 
Publié aux Éditions Vrin, il est l'un des nombreux romans philosophiques pour enfants de Lipman traduit en français.
- Matthew Lipman, La Découverte de Harry Stottlemeier, Paris, J. Vrin, 1978.